# Puente de Bercy
El puente de Bercy (del francés: Pont de Bercy) es un puente parisino sobre el río Sena que une el XII Distrito con el XIII Distrito. 

## Historia
El Puente de Bercy fue construido en sustitución de otro puente suspendido que se inauguró en 1832 y cuya estructura era insuficiente para soportar el tráfico de la época. De esta forma, entre 1863 y 1864 se construyó un nuevo puente mucho más resistente. 
En 1904, la estructura fue ensanchada en 5,50 metros para poder sobreponer el viaducto de la línea 6 del metro de París.
En 1986, se decidió una nueva ampliación para crear tres vías adicionales. Para ello se dobló el puente  creando otro idéntico y simétrico al actual. Ambos únicamente se diferenciaban en el material utilizado dado que el nuevo puente es de hormigón armado recubierto de piedra para mantener la estética del antiguo. Las obras, iniciadas en 1989, concluyeron en 1992 y corrieron a cargo del arquitecto neoclásico Christian Langlois, un experto en restaurar y ampliar edificios antiguos.